# والتسه
والتسه (به لاتین: Walce) یک روستا در لهستان است که در گمینا والتسه واقع شده‌است. والتسه ۲٬۱۰۰ نفر جمعیت دارد.